# Aeroportul Amado Nervo
Aeroportul Amado Nervo (IATA: TPQ, ICAO: MMEP) este un aeroport din Nayarit, Mexic ce deservește zona Tepic. Aeroportul a fost tranzitat în 2023 de 244.531 de pasageri.
Situat la o altitudine de 920 m, aeroportul dispune de 1 pistă. Este operat de Aeropuertos y Servicios Auxiliares⁠(d).

## Infrastructură

### Piste
Aeroportul dispune de o singură pistă. Pista are orientarea 02/20. 